# Herguijuela de Ciudad Rodrigo
Herguijuela de Ciudad Rodrigo ist ein Ort und eine nordspanische Gemeinde (municipio) mit 69 Einwohnern (Stand: 2024) in der Provinz Salamanca in der Autonomen Gemeinschaft Kastilien und León. Neben dem Hauptort Herguijuela gehört die Ortschaft Cespedosa de Agadones zur Gemeinde.

## Geografie
Herguijuela de Ciudad Rodrigo liegt etwa 130 Kilometer südwestlich von Salamanca nahe der portugiesischen Grenze in einer Höhe von ca. 795 m. Der Río Águeda begrenzt die Gemeinde im Norden und Nordwesten. Der Río Agadones bildet die östliche Grenze bzw. durchquert etwas südlich die Ortschaft Cespedosa.

## Bevölkerungsentwicklung
| Jahr      | 1900 | 1950 | 1960 | 1970 | 1981 | 1991 | 2001 | 2011 | 2021 |
| Einwohner | 520  | 518  | 473  | 315  | 192  | 192  | 133  | 98   | 68   |

## Sehenswürdigkeiten
- Kirche Mariä Schnee (Iglesia de Nuestra Señora de las Nieves)

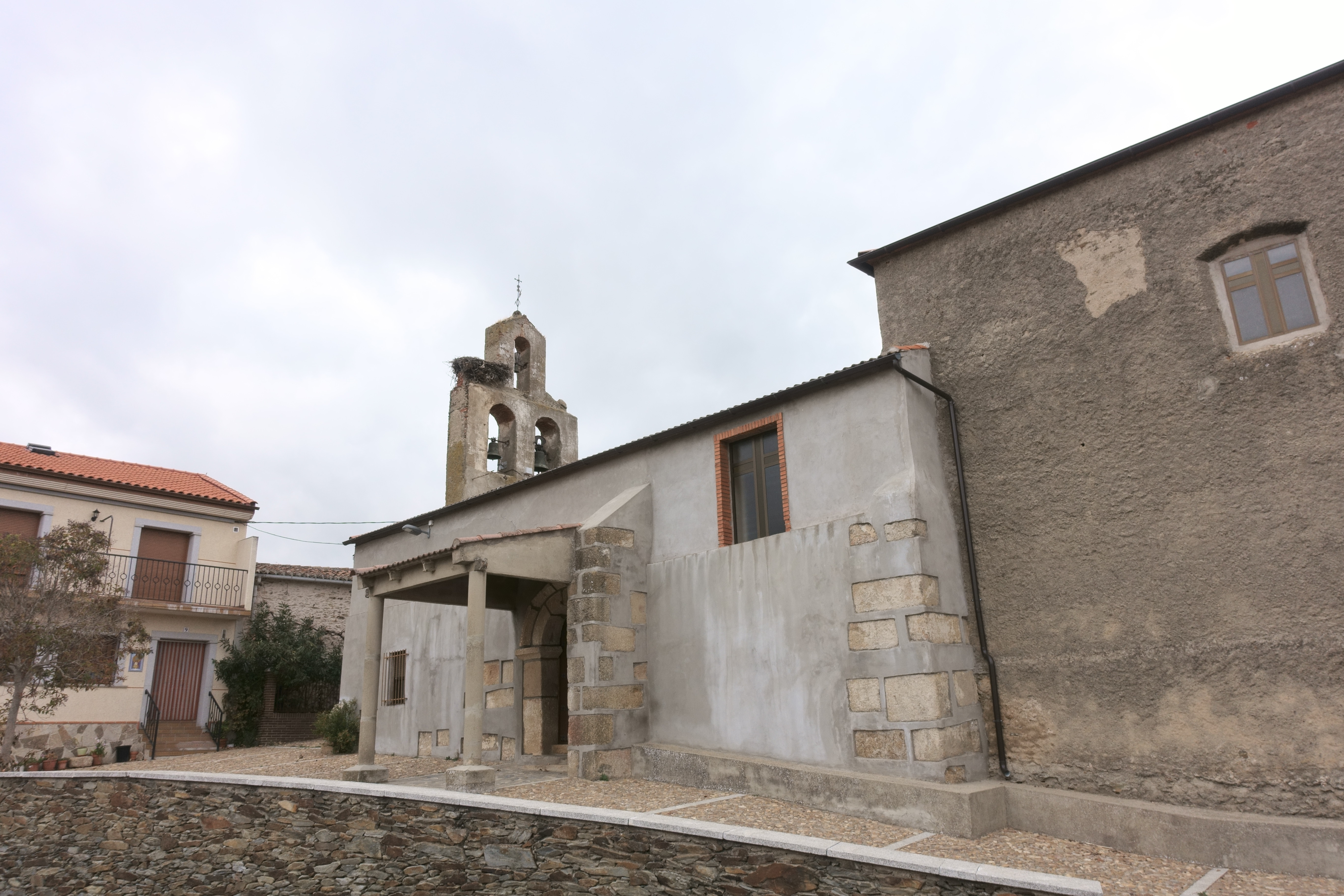
Kirche Mariä Schnee
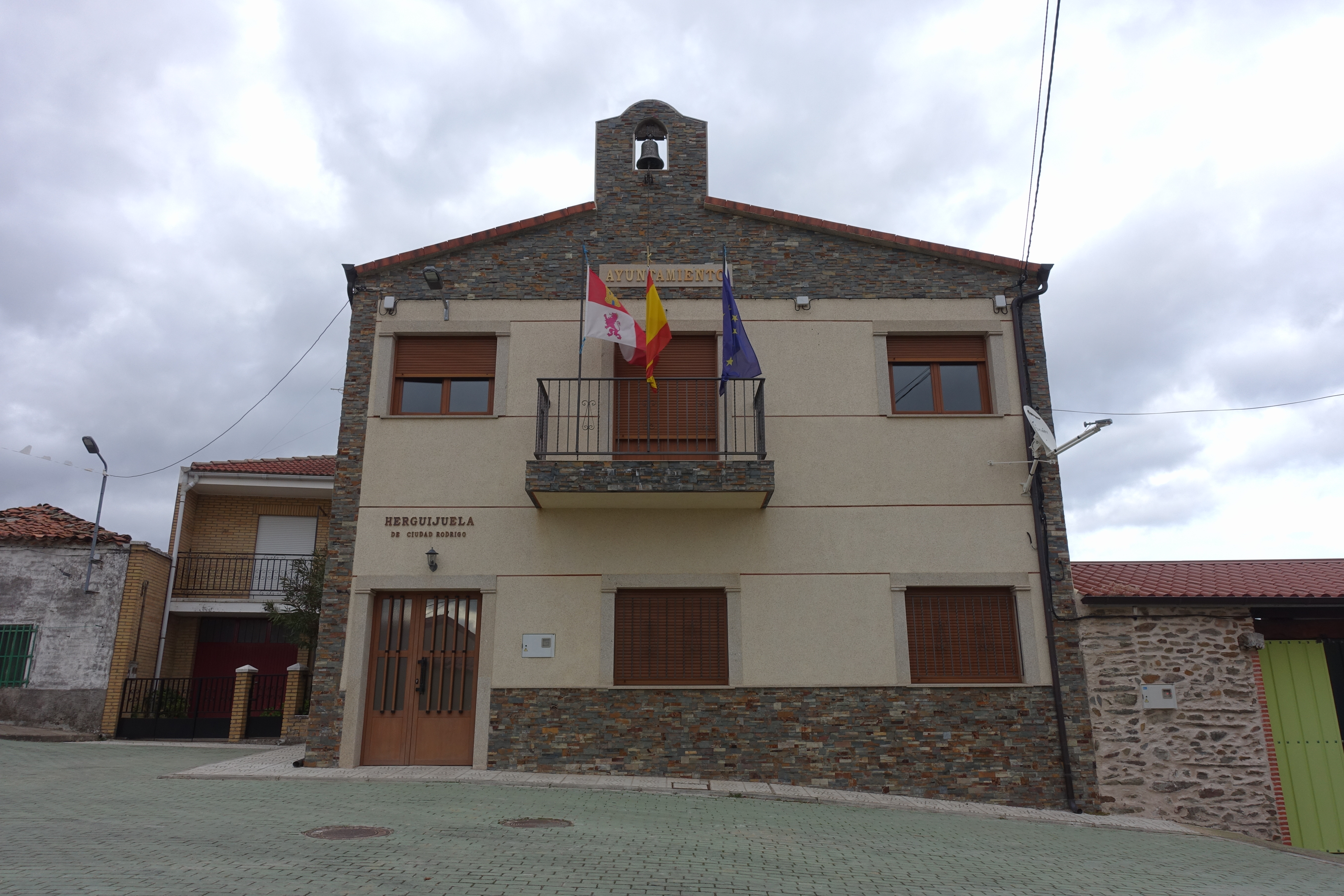
Rathaus